# Freddy Got Fingered
Freddy Got Fingered è un film del 2001 diretto e interpretato da Tom Green.

## Trama
Gordon Brody è un fumettista disoccupato di 28 anni che vuole ottenere un contratto per poter lavorare in una serie televisiva animata. Non avendo dunque un lavoro, si trasferisce a Los Angeles, dove lavora in fabbrica. Un giorno Gordon mostra i suoi disegni a Dave Davidson, l'amministratore delegato di un importante studio d'animazione, che gli dice che i suoi disegni non sono male, ma che i concetti rappresentati sono privi di senso. Scoraggiato, decide di lasciare il lavoro e torna a vivere dai suoi genitori a Portland.
Il padre Jim, visibilmente frustrato e stanco, gli consiglia di dimenticarsi di essere un fumettista e di trovarsi un lavoro. Mentre si allena su un halfpipe di legno costruito da Gordon, il suo amico Darren cade e si rompe una gamba. In ospedale Gordon fa la conoscenza di Betty, un'infermiera molto attraente, che ha il bizzarro sogno di creare una sedia a rotelle a razzo. Vista la sua situazione disagiata, Gordon, insieme ai suoi genitori, decide di andare ad una sessione di terapia familiare. Lì Gordon accusa falsamente il padre di tastare continuamente il fratello minore Freddy, che viene portato in una casa per bambini molestati sessualmente, mentre la madre di Gordon, Julie, lascia il marito e finisce per avere un appuntamento con Shaquille O'Neal.
Mentre si ubriaca, Jim fa notare a Gordon quanto egli sia una delusione per lui. Colpito dalle parole del padre, Gordon decide di abbandonare le sue aspirazioni di fumettista e si trova un lavoro in un negozio che produce sandwich. Dopo aver visto al telegiornale la notizia del successo che ha avuto l'infermiera Betty con la sua sedia a rotelle a razzo, Gordon decide di continuare a seguire il suo sogno. Così va ad Hollywood presentandosi con un progetto basato sul suo rapporto con il padre: una serie animata chiamata Zebre in America. Dopo aver mostrato il progetto a Davidson, questi lo apprezza e dà a Gordon un assegno da 1 milione di dollari, che usa per spostarsi in Pakistan, trascinando dentro anche il padre.

## Accoglienza

### Incassi
Con un budget stimato in 14000000 $, il film ha incassato 14 333 252 $ a livello mondiale, di cui 14 254 993 $ in Nord America.

### Critica
Il film ha ricevuto critiche generalmente negative, tanto da venire considerato uno dei peggiori film mai realizzati. Sul sito Rotten Tomatoes riporta un punteggio del 10% di recensioni positive. Il Toronto Star ha dato al film 1 stella su 5 e il critico Roger Ebert non diede al film neanche una stella affermando: «Questo film non raschia il fondo del barile. Questo film non è il fondo del barile. Questo film non è sotto il fondo del barile. Questo film non merita neanche di essere menzionato nella stessa frase con dei barili. Potrebbe arrivare il giorno in cui Freddy Got Fingered verrà visto come una pietra miliare del neo-surrealismo. Non arriverà mai il giorno in cui verrà descritto come divertente».

## Riconoscimenti
- 2001 - Razzie Awards
  - Peggior film a Larry Brezner, Howard Lapides e Lauren Lloyd
  - Peggior regista a Tom Green
  - Peggior attore protagonista a Tom Green
  - Peggior sceneggiatura a Tom Green e Derek Harvie
  - Peggior coppia a Tom Green e qualsiasi animale di cui abbia abusato
  - Candidatura per il peggior attore non protagonista a Rip Torn
  - Candidatura per la peggior attrice non protagonista a Drew Barrymore
  - Candidatura per la peggior attrice non protagonista a Julie Hagerty
- 2009 - Razzie Awards
  - Candidatura per il peggior film del decennio a Larry Brezner, Howard Lapides e Lauren Lloyd